# Trichopria tenuicornis
Trichopria tenuicornis är en stekelart som först beskrevs av Thomson 1858.  Trichopria tenuicornis ingår i släktet Trichopria, och familjen hyllhornsteklar. Arten är reproducerande i Sverige.